# لاینتسل
لاینتسل (به آلمانی: Leinzell) یک شهر در آلمان است که در استالبکرایس واقع شده‌است. لاینتسل ۲٬۱۸۶ نفر جمعیت دارد.